# 한솔엠닷컴
한솔엠닷컴 주식회사는 1996년 8월 1일 설립된 이동통신 사업자로서 2001년 5월 1일 한국통신프리텔에 합병되어 법인이 소멸되기까지 존재한 대한민국의 이동통신 회사이다. PCS 서비스를 운용하였기에 한솔PCS 주식회사라고 불렸다.

## 주요 연혁
- 1996년 8월 1일 : 한솔그룹 이동통신계열사 한솔PCS 주식회사 설립, 사업허가서 교부.
- 1997년 1월 : 한솔PCS망 식별번호 ‘018' 로 확정
- 1997년 3월 : 1,600억원 증자(자본금 3,600억원)
- 1997년 9월 : 시범 서비스 개시
- 1997년 10월 : 상용 서비스 개시
- 1997년 11월 : 한솔PCS 주식회사 정용문 사장, 정보통신대상 수상
- 1997년 11월 : 200억원 증자(자본금 3,800억원)
- 1997년 12월 : 한솔PCS, 한국통신프리텔 통합망구축 및 운용에 관한 협정 체결
- 1998년 3월 : 한솔PCS - 데이콤 무선재판매 조인 체결
- 1998년 4월 : 한솔PCS - 벨 캐나다 인터내셔날 전략적 제휴(양해각서 체결)
- 1998년 6월 : 한국능률협회 주관 ‘98 히트상품 수상
- 1998년 8월 : 한솔PCS 주식회사와 BCI, AIG 간에 전략적 제휴 및 투자계약 체결
- 1998년 9월 : 결산기일 변경(12월⇒6월)
- 1998년 9월 : 1,180억원 유상증자(자본금 453,750백만원)
- 1998년 10월 : 1,320억원 유상증자(자본금 545,417백만원)
- 1999년 2월 : 해외전환사채 발행(U$85,418,850)
- 1999년 9월 : 45,227백만원 유상증자(자본금 581,184백만원)
- 1999년 10월 : 신주인수권(Warrant) 400억원 행사(자본금 610,600백만원)
- 1999년 10월 : 40,242백만원 유상증자(자본금 635,751백만원)
- 1999년 10월 : 전환사채(CB) 102,503백만원 전환(자본금 705,169백만원)
- 1999년 12월 : 15,700,000주 공모주 발행(자본금 783,669백만원)
- 1999년 12월 : 한국증권협회(KOSDAQ) 상장
- 1999년 12월 : 회선임대업(국내, 해외) 사업권 획득
- 2000년 1월 31일 : "한솔엠닷컴 주식회사"로 사명 변경
- 2000년 6월 : 한국전기통신공사(한국통신)와 한솔, BCI, AIG간에 주식양수도계약(Stock Purchase Agreement) 체결
- 2000년 7월 : 한국통신으로 대주주 변경
- 2000년 7월 28일 : "한국통신엠닷컴 주식회사"로 사명변경
- 2000년 7월 : 결산기일 변경(6월⇒12월)
- 2001년 1월 : 한국통신프리텔 주식회사와의 합병을 위한 이사회결의
- 2001년 3월 : 한국통신프리텔 주식회사와의 합병을 위한 임시주주총회 개최 및 승인
- 2001년 5월 1일 : 한국통신프리텔 주식회사에 피합병

## 지배구조의 변화 (단위:퍼센트)

### 2000년 6월 기준 (주요주주)
- Bell Canada In'l Far-East Telecom Ltd.외 1명 : 20.97%
- 한솔제지 외 2명 : 9.17%
- AIG-AOF(Korea) Ltd.외 2명 : 13.98%

### 2000년 12월 기준
- 한국전기통신공사 47.85%
- 우리사주조합 2.31%
- 신협중앙회 1.91%
- 주식회사 영풍 1.31%
- 한아름종합금융 1.11%
- 기타 45.51%

## 관계 회사
- 주식회사 케이티 (KT) : 구 한국전기통신공사 (한국통신)
- 케이티프리텔 주식회사 (KTF) : 구 한국통신프리텔 주식회사, 한국통신의 계열사
- 한솔그룹
- 벨 캐나다